# ساندرو هیروشی
ساندرو هیروشی (به پرتغالی: Sandro Hiroshi Parreão Oi) مهاجم اهل برزیل است که در شهر Araguaína، توکانتینس و در تاریخ ۱۹ نوامبر ۱۹۷۹ به دنیا آمده‌است.
ساندرو هیروشی در تیم‌های فوتبال Tocantinópolis سابقهٔ حضور دارد.